# Ivano-Fracena
Ivano-Fracena é uma comuna italiana da região do Trentino-Alto Ádige, província de Trento, com cerca de 291 habitantes. Estende-se por uma área de 6 km², tendo uma densidade populacional de 49 hab/km². Faz fronteira com Pieve Tesino, Strigno, Ospedaletto, Villa Agnedo.